# PP3
PP3 — свободная программа для создания звёздных карт высокого качества, в частности, для их использования в полиграфии. Распространяется на условиях слегка модифицированной лицензии MIT.
Доступны готовые сборки для операционных систем Linux и Microsoft Windows, и исходный код.
Звёздные карты создаются в виде файлов LaTeX, поэтому для того, чтобы получать их вывод в форматах PostScript или PDF, необходима установка самого LaTeX и Ghostscript. Хотя знание синтаксиса их команд не требуется, PP3 может производить конвертацию автоматически.
Изображения созвездий в Википедии выполнены с помощью PP3. Найти их можно на страницах категории созвездия. Подобные примеры имеются в документации к программе.